# Фрегаты типа «Лупо»
Фрегаты типа «Лупо» — серия фрегатов, построенных компанией Cantieri Navali Riuniti (CNR) для ВМС Италии. Разработанные как многоцелевые боевые корабли с акцентом на противолодочную оборону, они пользовались определенным успехом на экспортном рынке, были приобретены военно-морскими силами Перу и Венесуэлы. Небольшая серия кораблей по несколько обновлённому проекту известна как тип «Сольдати».

## Конструкция
В начале 1970-х годов ВМС Италии столкнулись с возросшим советским военно-морским присутствием в Средиземном море, что представляло угрозу морским коммуникациям, а также обширной береговой линии. Чтобы парировать эту угрозу, Италия начала программу расширения военно-морского флота, которая включала фрегаты, ориентированные на противолодочную оборону (тип Lupo ) и уничтожение кораблей противника (тип Maestrale).
По первой части требования CNR представила проект 2500-тонного фрегата с высокой скоростью и тяжелым вооружением. Корабль использовал силовую установку CODOG для достижения скорости 35 узлов, что делало его одним из самых быстрых кораблей того времени. В комплект вооружения входят 8 противокорабельных ракет, 8 зенитных ракет, несколько орудийных комплексов, 2 строенных торпедные аппарата и противолодочный вертолет того же типа, который несут более крупные корабли. Экипаж составлял около 200 человек.

## ВМС Италии
В период с 1977 по 1980 год ВМС Италии ввели в строй четыре фрегата класса Lupo . Эти корабли были переброшены в Персидский залив сначала для сопровождения танкеров на последних этапах ирано-иракской войны (1987–1988 гг.), а затем в составе коалиционных сил во время войны в Персидском заливе 1990–1991. После этой операции все корабли этого типа прошли модернизацию, включавшую установку радара надводного поиска SPS-702 CORA и оборудования SATCOM. После двух десятилетий службы четыре итальянских фрегата класса Lupo были выведены из эксплуатации и проданы Перу в начале 2000-х годов.
В 1996 году четыре новых фрегата класса Lupo, которые были построены для Ирака в 1985–87 годах, были включены в состав ВМС Италии как класс Artigliere. На этих кораблях есть телескопический ангар; они были переоборудованы в патрульные корабли, а изменения, внесенные для итальянской службы, включали удаление всего противолодочного оборудования. Четыре корабля — Artigliere («артиллерист», F-582), Aviere («летчик», F-583), Bersagliere («снайпер», F-584) и Granatiere («гренадер», F-585) — используются для сопровождения или дальнего патрулирования.

### Корабли

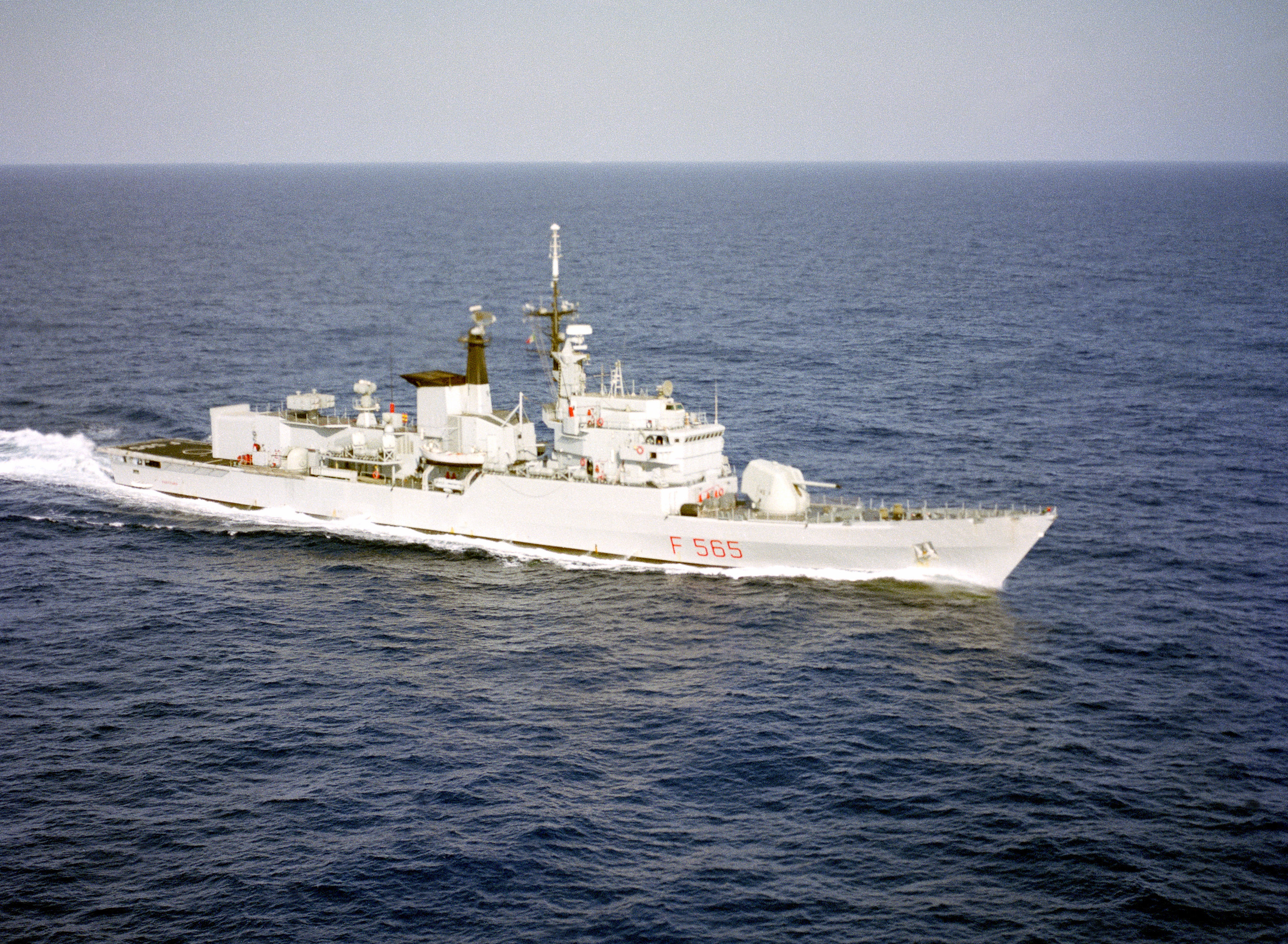
Фрегат Sagittario типа Lupo во время учений Distant Drum, 1983 г.

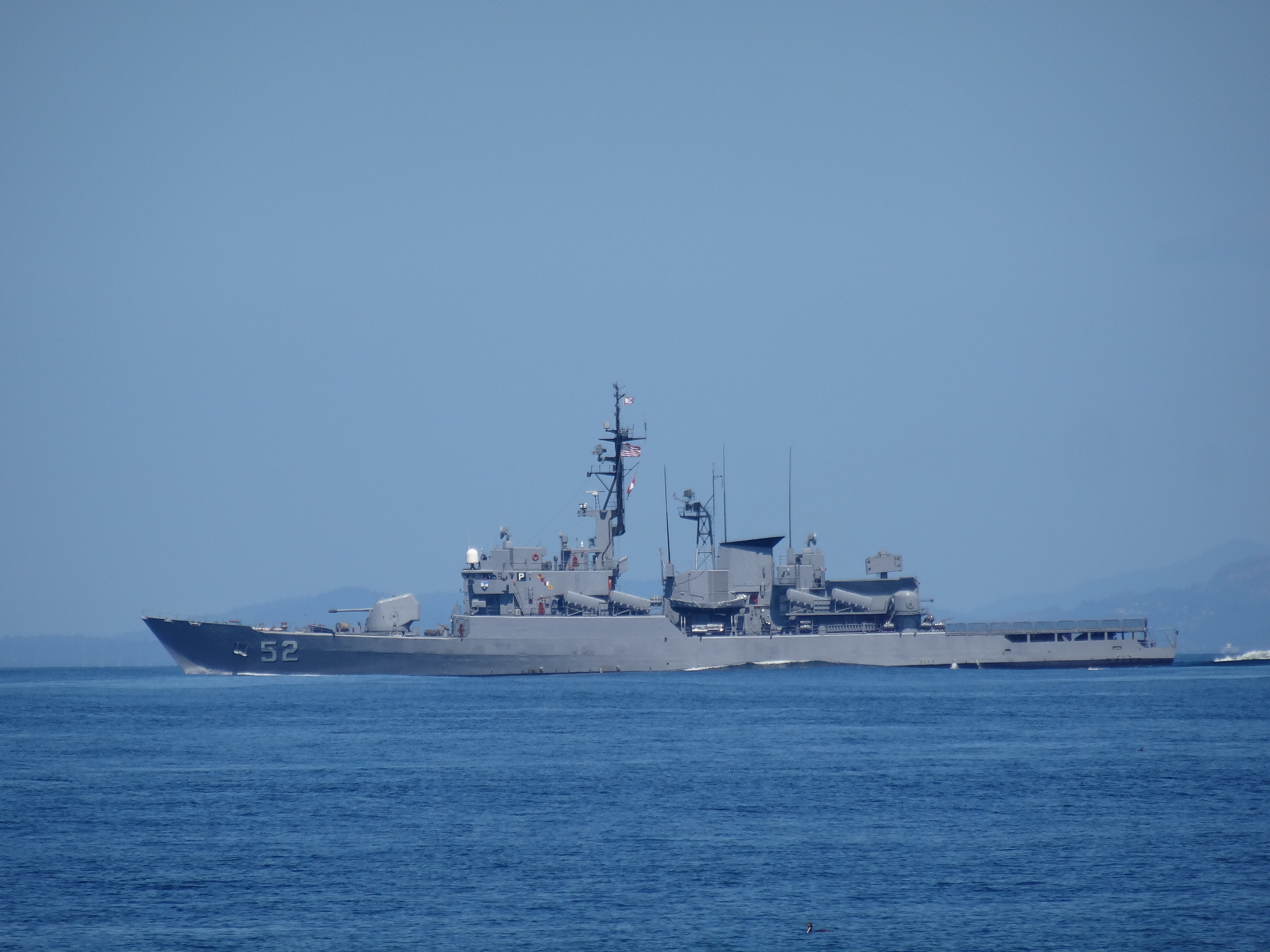
Перуанский фрегат Villavicencio у Дандженесс-Спит, Вашингтон, июнь 2015 г.

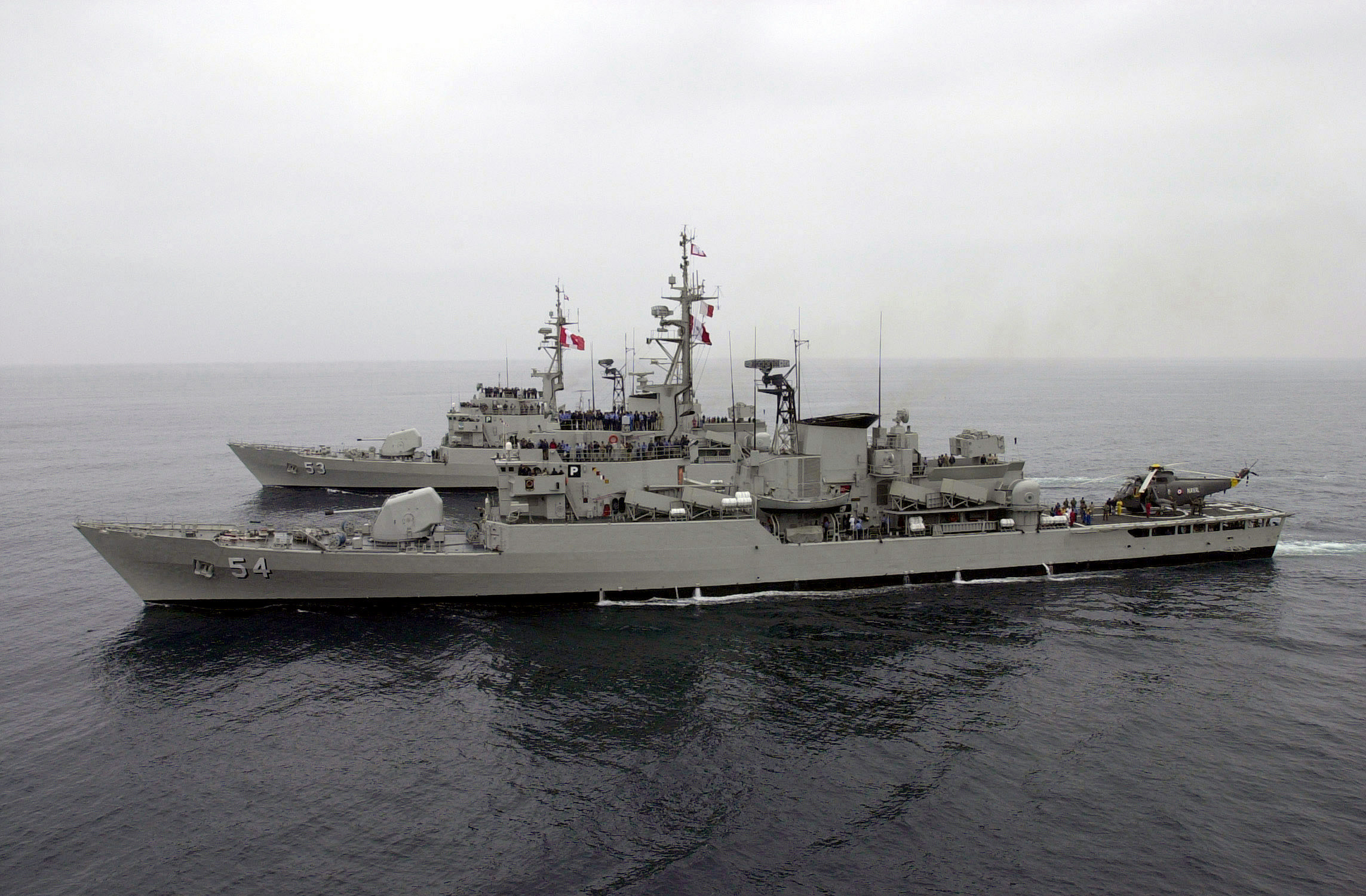
Перуанские фрегаты типа Carvajal, Montero и Mariátegui.

| F 564 | Lupo       | Cantieri Navali Riuniti, Riva Trigoso | 300 | 11.10.1974 | 29.07.1976 | 12.09.1977 | Fulmineo sulla preda      | Передан Перу под названием Palacios          |
| F 565 | Sagittario | Cantieri Navali Riuniti, Riva Trigoso | 301 | 04.02.1976 | 22.06.1977 | 18.11.1978 | Non cohibetur sagitta     | Передан Перу под названием Quiñones          |
| F 566 | Perseo     | Cantieri Navali Riuniti, Riva Trigoso | 302 | 28.02.1977 | 12.07.1978 | 01.03.1980 | Vincerà chi vorrà vincere | Передан Перу под названием Coronel Bolognesi |
| F 567 | Orsa       | Cantieri Navali Riuniti, Muggiano     | 303 | 01.08.1977 | 01.03.1979 | 01.03.1980 | Fortitude Fortior         | Передан Перу под названием Aguirre           |

### Патрульный фрегат типа Солдати
В 1980 году, незадолго до ирано-иракской войны, Ирак заказал у CNR четыре фрегата типа Lupo в 1980 году в рамках программы расширения военно-морского флота.  Эти корабли с телескопическим ангаром были построены в период с 1985 по 1987 год. Из-за ограничений на продажу оружия в Ирак, введенных премьер-министром Италии Беттино Кракси в связи с ирано-иракской войной, корабли оставались интернированными в Италии до конца этой войны в 1988 году. Затем президент Ирака Саддам Хусейн попытался пересмотреть цену на эти корабли (и другие корабли, купленные в Италии), заявив, что он должен получить скидку из-за задержки доставки кораблей.  Переговоры и судебные разбирательства все еще продолжались, когда Ирак вторгся в Кувейт в 1990 году, и Организация Объединенных Наций ввела новое эмбарго на поставки оружия Ираку, что снова заблокировало продажу.  В 1993 году все они были захвачены и в 1996 году после переоборудования в патрульные корабли включены в состав ВМС Италии как класс Soldati. Внесённые изменения включали снятие всего противолодочного оборудования. Четыре корабля — Artigliere («артиллерист», F-582), Aviere («летчик», F-583), Bersagliere («снайпер», F-584) и Granatiere («гренадер», F-585) — используются для сопровождения или дальнего патрулирования. Филиппины рассматривали возможность приобретения класса Soldati в 2012 году. 
| F 582 | Artigliere (ex-Hittin)      | Fincantieri, Ancona       | 903 | 31.03.1982 | 27.07.1983 | 28.10.1994 | 13.12.2013 | Primi Velitum         |
| F 583 | Aviere (ex-Thi Qar)         | Fincantieri, Ancona       | 904 | 03.09.1982 | 19.12.1984 | 04.01.1995 | 02.10.2019 | Virtute Siderum Tenus |
| F 584 | Bersagliere (ex-Al Yarmouk) | Fincantieri, Riva Trigoso | 905 | 12.03.1984 | 18.04.1985 | 08.11.1995 | 17.04.2018 | Pro Patria'           |
| F 585 | Granatiere (ex-Al Qadisiya) | Fincantieri, Ancona       | 906 | 01.12.1983 | 01.06.1985 | 20.03.1996 | 30.09.2015 | A me le guardie       |

## ВМС Перу

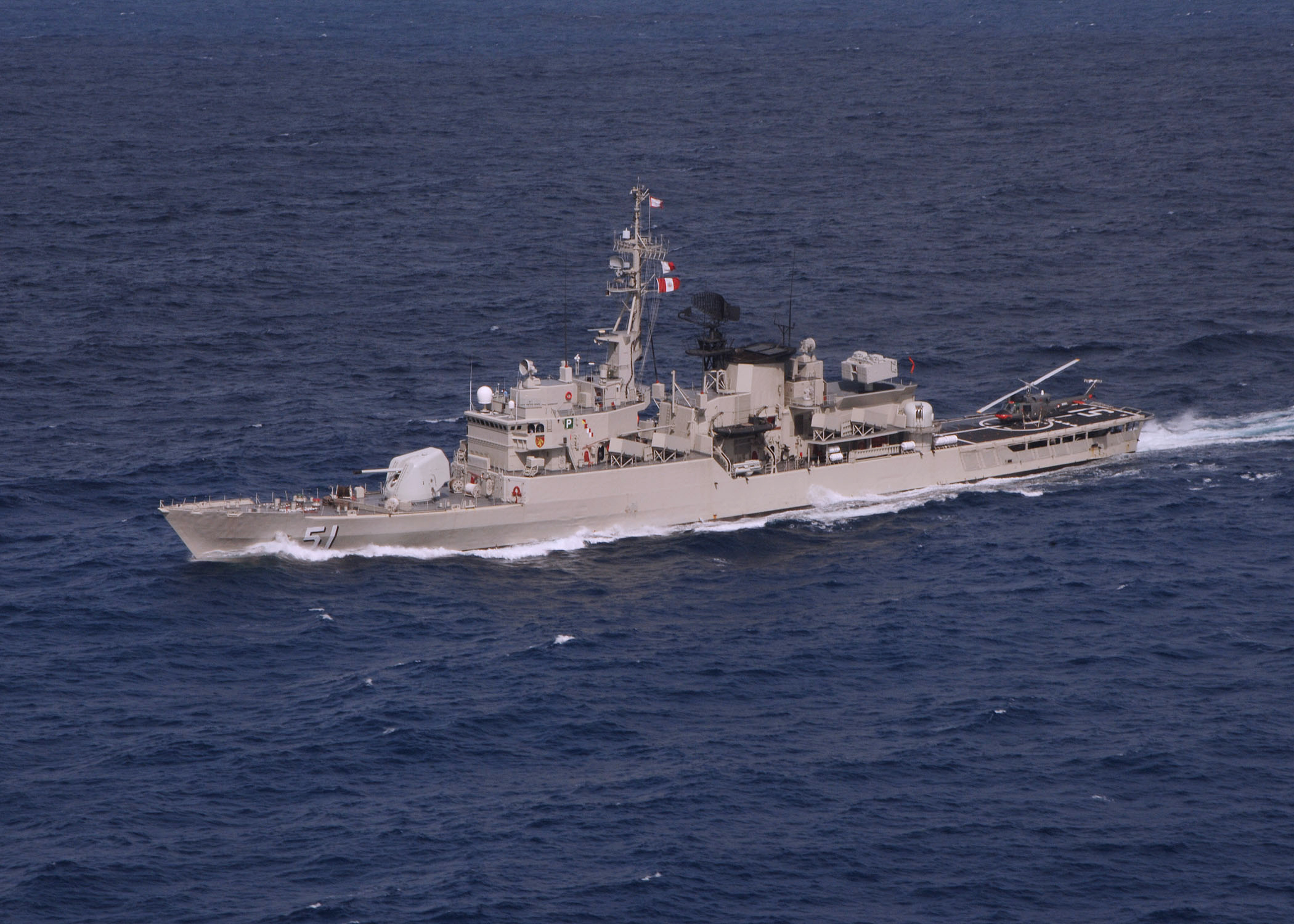
Перуанский фрегат Carvajal в Карибском море во время UNITAS 46-05

Перу заказали четыре корабля типа Lupo в 1973 году. Перуанские корабли были построены по модифицированной конструкции, которая включала в себя дополнительные радары, ЗРК Aspide вместо ЗРК Sea Sparrow и стационарный ангар вместо телескопического. Первые два были построены CNR на своей верфи в Рива-Тригозо, Генуя, и сданы в эксплуатацию в 1979 году.
Строительство второй пары велось по лицензии компании SIMA (Servicio Industrial de la Marina, Navy Industrial Service) в Кальяо, корабли были сданы в эксплуатацию в 1984 и 1987 годах. На перуанских Lupo (Карвахаль (FM-51), Мариатеги (FM-54), Вильявисенсио (FM-52) и Монтеро (ныне Альмиранте Грау, FM-53) были расширены полетные палубы, чтобы могли приземляться и дозаправляться вертолеты ASH-3D Sea King, хотя их нельзя разместить в корабельном ангаре.
В ноябре 2004 г. в состав ВМС Перу были включены другие бывшие итальянские корабли типа Lupo: Агирре (FM-55) (бывший Orsa ) и Паласиос (FM-56) (бывший Лупо). Наконец, в августе 2006 года в Кальяо прибыли последние итальянские корабли типа Lupo: Хиноньес (FM-58) и Болоньези (FM-57). В 2013 году Carvajal был передан береговой охране Перу и переименован в Guardiamarina San Martin. 

### Корабли
| Фрегаты типа «Карвахаль»               |                          |                                       |               |            |            |            |                                                                                    |
| Номер                                  | Название                 | Верфь                                 | Номер корпуса | Заложен    | Спущен     | В строю    | Примечание                                                                         |
| FM-51                                  | Carvajal                 | Cantieri Navali Riuniti, Riva Trigoso | 304           | 08.08.1974 | 17.11.1976 | 05.02.1979 | В 2013 году передан береговой охране Перу, переименован в Guardiamarina San Martin |
| FM-52                                  | Villavicencio            | Cantieri Navali Riuniti, Riva Trigoso | 305           | 06.10.1976 | 07.02.1978 | 25.06.1979 | В строю                                                                            |
| FM-53                                  | Montero (Almirante Grau) | SIMA, Кальяо                          |               | 10.1978    | 08.1982    | 25.06.1984 | В стою. Переименован в 2017 г.                                                     |
| FM-54                                  | Mariátegui               | SIMA, Кальяо                          |               | 1979       | 08.10.1984 | 10.10.1987 | В строю                                                                            |
| Бывшие итальянские фрегаты типа «Лупо» |                          |                                       |               |            |            |            |                                                                                    |
| FM-55                                  | Агирре                   | Cantieri Navali Riuniti, Muggiano     | 303           | 01.08.1977 | 01.03.1979 |            | ex-Orsa                                                                            |
| FM-56                                  | Паласиос                 | Cantieri Navali Riuniti, Riva Trigoso | 300           | 11.10.1974 | 29.07.1976 |            | ex-Lupo                                                                            |
| FM-57                                  | Коронель Болоньези       | Cantieri Navali Riuniti, Riva Trigoso | 302           | 28.02.1977 | 12.07.1978 |            | ex-Perseo                                                                          |
| FM-58                                  | Хиньонес                 | Cantieri Navali Riuniti, Riva Trigoso | 301           | 04.02.1976 | 22.06.1977 |            | ex-Sagittario                                                                      |

## ВМС Венесуэлы

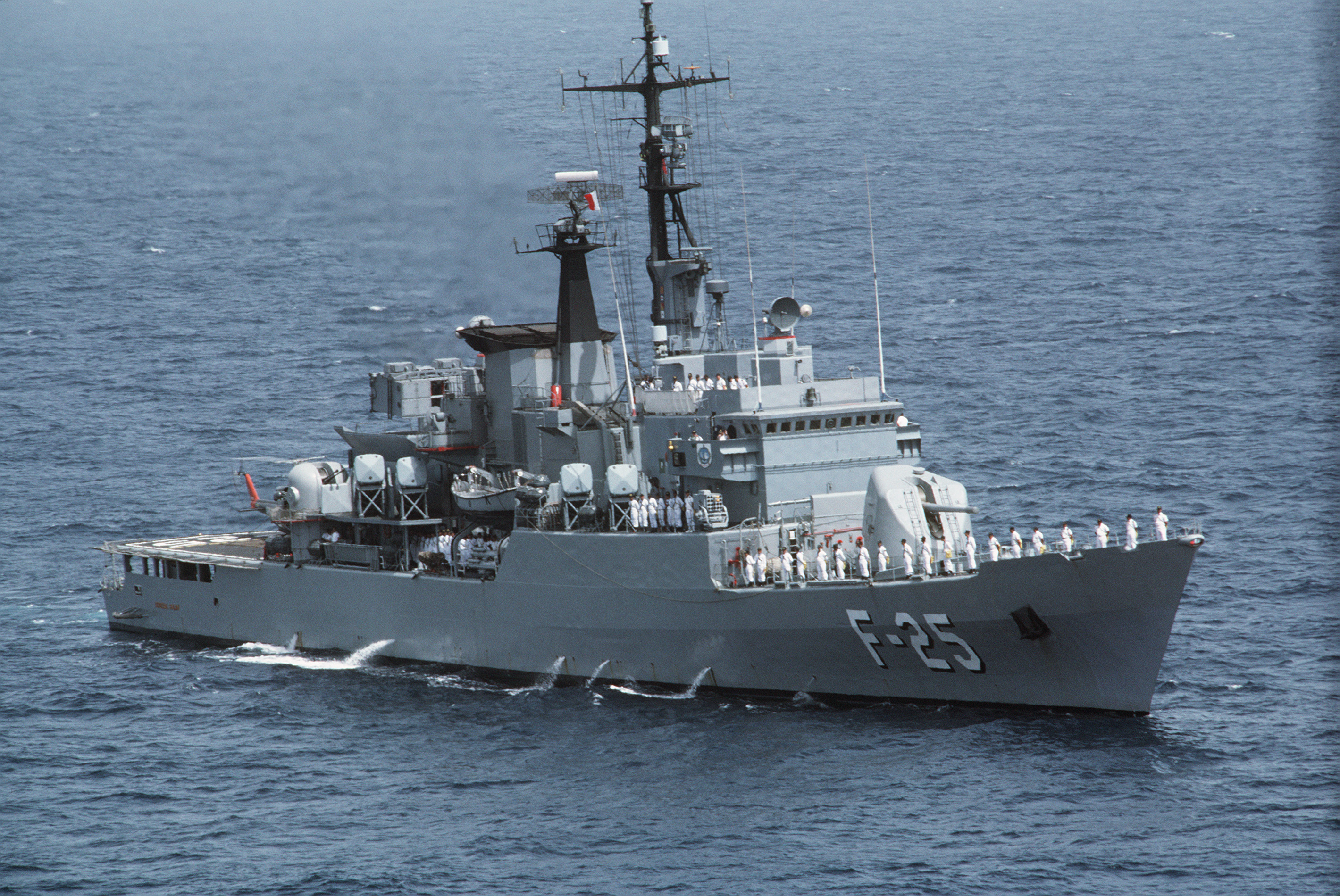
Фрегат General Salom до модернизации

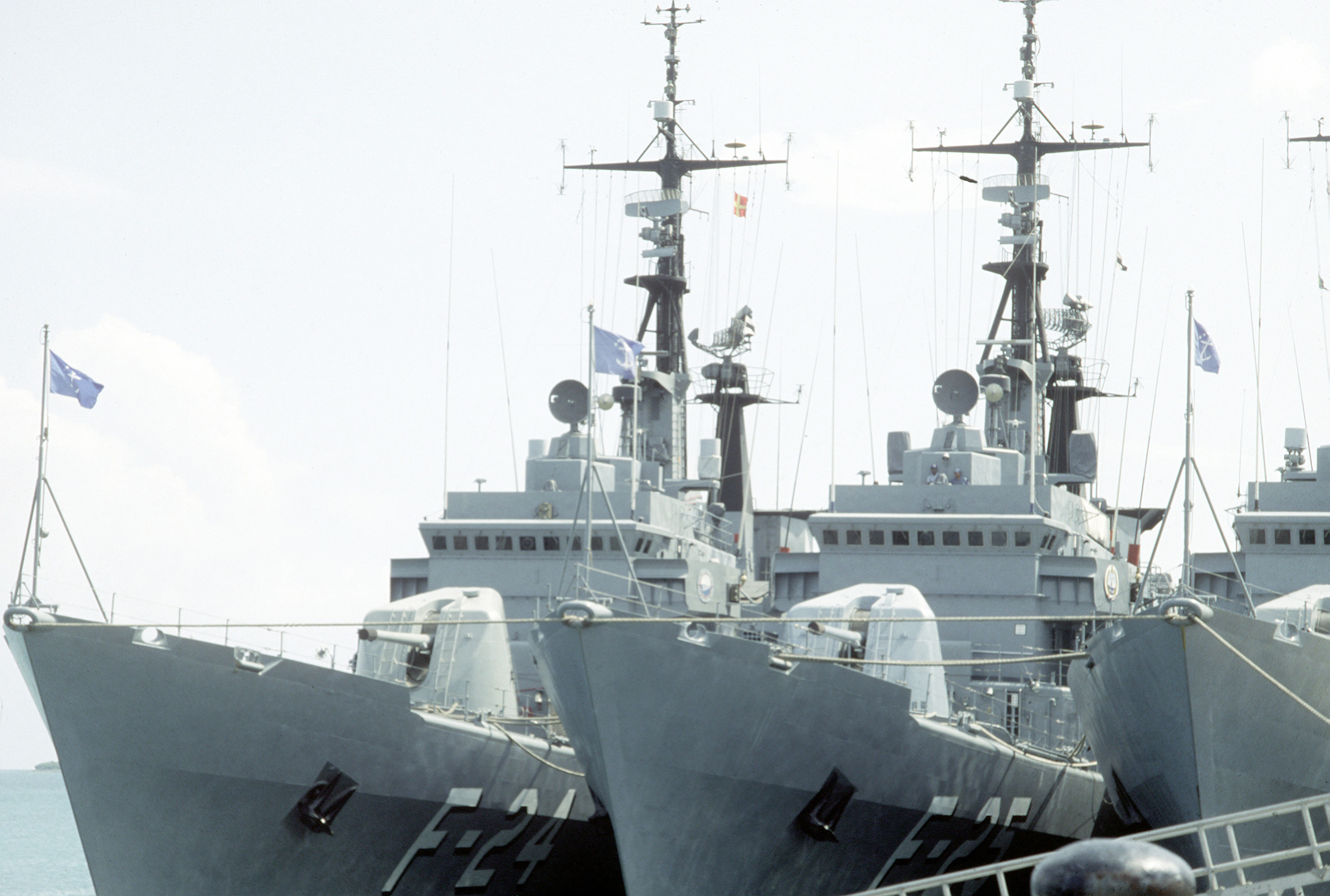
Фрегаты General Soublette и General Salóm (F-25)

Венесуэла заказала шесть фрегатов типа Lupo у CNR в 1975 году в качестве замены старых военных кораблей. Эти корабли были введены в эксплуатацию в период с 1980 по 1982 год. В целом их внешний вид и оснащение аналогичны строящимся для Перу, за исключением некоторых отличий в электронике и ракетах. Первые два корабля, ARV Марискаль Сукре (F-21) и Almirante Brión (F-22) были модернизированы Ingalls Shipbuilding в течение четырех лет (1998–2002 гг.). Модификации этих двух кораблей включали:
- Установка системы боевого управления Elbit NTCS 2000
- Установка РЛС обзора воздушного пространства и поверхности Elta EL/M-2238 Single Face STAR 3D
- Установка внутрикорпусного гидролокатора Northrop Grumman 21 HS-7
- Установка системы ESM Elisra NS-9003
- Установка ECM-системы Elisra NS-9005
- Замена 2 дизелей GMT A230-20M на 2 MTU 20V 1163.

Ожидалось, что другие корабли на вооружении Венесуэлы пройдут аналогичную модернизацию, но три корабля в конечном итоге были выведены из эксплуатации.

### Корабли
| Фрегаты типа Марискаль Сукре |                                             |                                       |               |            |            |            |            |
| Номер                        | Название                                    | Верфь                                 | Номер корпуса | Заложен    | Спущен     | В строю    | Примечание |
| F-21                         | Mariscal Sucre                              | Cantieri Navali Riuniti, Riva Trigoso | 851           | 19.11.1976 | 28.09.1978 | 10.05.1980 | В строю    |
| F-22                         | Almirante Brión                             | Cantieri Navali Riuniti, Riva Trigoso | 853           | 06.1977    | 22.02.1979 | 07.03.1981 | В строю    |
| F-23                         | General Urdaneta                            | Cantieri Navali Riuniti, Riva Trigoso | 852           | 23.08.1978 | 23.03.1979 | 08.08.1981 | Списан     |
| F-24                         | General Soublette                           | Cantieri Navali Riuniti, Riva Trigoso | 855           | 26.08.1978 | 04.01.1980 | 05.12.1981 | Списан     |
| F-25                         | General Salom                               | Cantieri Navali Riuniti, Riva Trigoso | 854           | 07.11.1978 | 13.01.1980 | 03.04.1982 | Списан     |
| F-26                         | Almirante Garcia (бывший Хосе Феликс Рибас) | Cantieri Navali Riuniti, Riva Trigoso | 856           | 21.08.1979 | 04.10.1980 | 30.07.1982 | Списан     |

## Внешние ссылки
- GlobalSecurity.org
- Naval-Technology.com